# 6467 Prilepina
A 6467 Prilepina (ideiglenes jelöléssel 1979 TS2) a Naprendszer kisbolygóövében található aszteroida. Nyikolaj Sztyepanovics Csernih fedezte fel 1979. október 14-én.